# Roberto Tognazzi
Roberto Tognazzi (* 28. August 1899 in Livorno; † 23. September 1974 in Venedig) war von 1955 bis 1958 der zweite Bürgermeister Venedigs nach seinem Vorgänger Angelo Spanio, den die Democrazia Cristiana stellte. 

## Leben
1954 kam es innerhalb der Democrazia Cristiana zu einem Sieg der Gruppe, die die Partei der Linken öffnen wollte. Ihr Provinzsekretär wurde Vincenzo Gagliardi, wenig später wurde die DC von Wladimiro Dorigo geführt. Die Sozialpolitik, die seit Jahrzehnten eine zentrale Rolle in der öffentlichen Rhetorik der verarmten Stadt spielte, rückte erneut in den Mittelpunkt. 
Im Februar 1955 wurde der Christdemokrat Roberto Tognazzi als Kandidat der Democrazia Cristiana und des Partito Socialista dei Lavoratori Italiani Bürgermeister Venedigs. Die Kommunisten enthielten sich bei der Wahl des Rechtsanwalts Tognazzi zum Bürgermeister (sindaco) Tognazzi hatte als Assessore di Personale e Tributi gearbeitet.
Im Mai 1956 erhielten die Christdemokraten nur noch 24 statt 31 Sitze, wie bei der letzten Wahl, die Kommunisten legten hingegen um einen Sitz auf 13 zu. Infolgedessen kam am 9. Juli im Rahmen der als  formula Venezia bezeichneten Neuausrichtung der Parteienlandschaft eine Regierung aus Christdemokraten und Sozialisten zustande. Tognazzi wurde damit im Amt bestätigt. Zum ersten Mal arbeiteten Christdemokraten und Sozialisten in einer Regierung zusammen. Ein großer Teil des örtlichen Klerus' befürwortete gleichfalls den Schritt, doch der Patriarch Angelo Giuseppe Roncalli verurteilte ihn scharf. Wladimiro Dorigo, Direktor des katholischen Il Popolo del Veneto, der sich für eine Öffnung der katholischen zu den linken Parteien ausgesprochen hatte, wehrte sich am 12. September 1956 gegen die Einmischung der Kirche Venedigs in die Wahlen zum Stadtrat. Trotz dieser Auseinandersetzungen, die zum Rücktritt Dorigos und zum Ende der Zeitung führten, hielt die Regierung zwei Jahre lang, wozu auch der Einfluss Roncallis, der 1958 Papst wurde, auf die Öffnung nach links beitrug. 
Schließlich bildete sich ein Block aus PCI, PSI und PSDI, der 1958 Armando Gavagnin (PSDI) zum Bürgermeister wählte. Die Christdemokraten Tognazzis versuchten, eine Koalition mit PSI, PLI und PSDI zustande zu bringen, um eine Regierungsbeteiligung der Kommunisten zu verhindern, dann eine Regierung des Pragmatismus und der Verwaltung. Weder die eine noch die andere Gruppe war in der Lage eine Regierung zu stellen, so dass eine kommissarische Regierung eingesetzt wurde, die bis zum 5. November 1960 Bestand hatte. 